# Пожар на пароме в Бангладеш (2021)
24 декабря 2021 года пассажирский паром MV Avijan-10 загорелся на реке Суганда, недалеко от города Джалокати, Бангладеш. В результате инцидента по меньшей мере 41 человек погиб и свыше 100 пострадали. Несколько других пропали без вести.

## Обстановка
Около 30 процентов бангладешцев, в основном бедняки, ездят по рекам. В стране часто случаются аварии на паромах, которые «часто связывают с переполненностью или несоблюдением правил безопасности».

## Несчастный случай
Трехпалубный паром MV Avijan-10 следовал из Дакки в Баргуну. Он имел вместимость 310 человек, но на нём находилось более 500 пассажиров, многие из которых возвращались по домам на выходные. Пожар возник около 3 часов ночи, когда многие пассажиры спали, у побережья Джалокати на реке Суганда. По словам заместителя директора пожарной службы и гражданской обороны Бришала Камала Уддина Бхуияна, пожар начался в машинном отделении и быстро распространился на другие части парома.
Один из пассажиров заявил, что до пожара у парома были проблемы с двигателем. Позже началось его задымление. Некоторые пассажиры прыгнули в реку и поплыли к берегу, спасаясь от пожара. Daily Star сообщила, что 15 пожарных расчётов прибыли на место происшествия в течение 50 минут после пожара, и ситуация была взята под контроль в 5.20 утра. Плотный туман затруднил проведение спасательной операции.
По словам местного чиновника, паром остановился на берегу реки в соседнем селе Диакуль. Зохар Али, главный администратор района, заявил, что тушение пожара заняло 4-5 часов. Потребовалось ещё 8 часов, пока судно остывало. Начальник местной полиции Мойнул Ислам заявил, что было обнаружено 37 тел. Большинство жертв либо погибли от пожара, либо утонули при бегстве с парома. 70 пострадавших пассажиров были госпитализированы, семеро из них получили тяжёлые ожоги и находились в критическом состоянии. Затем число погибших увеличилось до 41.

## Последствия
После инцидента правительство создало специальный комитет для расследования пожара и предоставления отчёта о результатах в течение трех дней.
По данным Daily Star, судоводитель не смог должным образом пришвартовать паром после того, как двигатели вышли из строя, и покинул судно, не бросив якорь. Затем паром дрейфовал вниз по течению более 30 минут, прежде чем остановиться возле Диакуля. Двери парома оказались заперты, что препятствовало спасению людей. Кроме того, официальные лица в баришалском офисе Управления внутреннего водного транспорта Бангладеш заявили, что на пароме должен был быть капитан первого класса, но вместо этого были двое капитанов второго класса.
Постулировали, что причиной пожара была неисправность двигателя. Предыдущие два двигателя на судне были заменены владельцем судна, Ханджалалом Шейхом, в ноябре из-за недостаточной топливной эффективности без получения разрешения или без уведомления Департамента судоходства об изменениях. Владелец заявил, что не знал о необходимости такого разрешения. Считалось, что неисправность двигателя возникла как незначительная проблема, но затем она стала критической, поскольку не была устранена.